# Hattarfell
Hattarfell är ett berg i republiken Island. Det ligger i regionen Västfjordarna, 240 km norr om huvudstaden Reykjavík. Toppen på Hattarfell är 645 meter över havet.
Trakten runt Hattarfell är nära nog obefolkad, med mindre än två invånare per kvadratkilometer. Det finns inga samhällen i närheten. Trakten runt Hattarfell består i huvudsak av gräsmarker.